# Józef Mamica

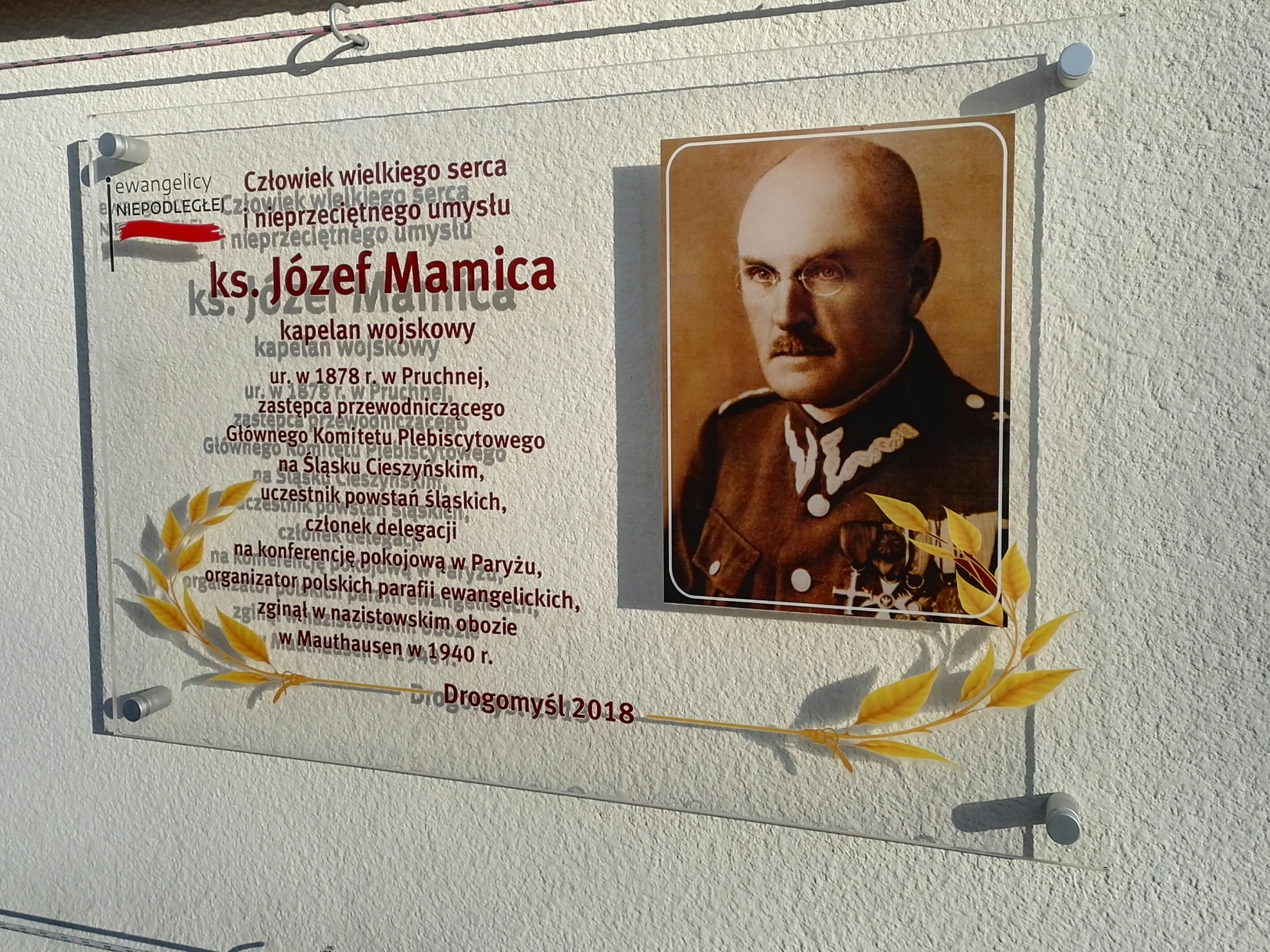
Gedenktafel in Drahomischl

Józef Mamica (* 13. August 1878 in Pruchna; † 3. August 1940 im KZ Gusen) war ein polnischer evangelischer Pastor und Opfer des Nationalsozialismus.

## Leben
Józef Mamica wuchs als Sohn einer Bauernfamilie im Herzogtum Teschen in Schlesien auf. Nach dem Abitur in Cieszyn ging er nach Wien und Basel, wo er Theologie studierte. Er wurde 1903 ordiniert und arbeitete von da an als evangelischer Pastor in der Gemeinde Nieder Bludowitz im Habsburger Königreich. Als nach dem Ersten Weltkrieg die Grenzen zwischen Polen und der Tschechoslowakei neu gezogen wurden, musste Mamica, als polnischer Patriot bekannt, die Gemeinde verlassen. Er engagierte sich in Paris vergeblich für den Anschluss Groß-Schlesiens an Polen. 
Mamica setzte seine pastorale Tätigkeit in Posen fort und gründete mehrere evangelische Gemeinden, unter anderem in Bromberg, Thorn und Graudenz. Von 1923 bis 1930 arbeitete er in einem Waisenhaus in Marszałki. Mit dem Kaplan Ryszard Paszko gab er Gebetbücher heraus.
1935 wurde er pensioniert. Als 1939 die Wehrmacht in Polen einmarschierte wurde er verhaftet. Von April bis August wurde er in den Konzentrationslagern Dachau, Mauthausen und zuletzt in Gusen interniert. Er starb am 3. August 1940 an Hunger und Erschöpfung.
Sein Grab befindet sich auf dem evangelischen Friedhof in Cieszyn.